# El Hadjadj
Pour les articles homonymes, voir Hadjadj (homonymie).
El Hadjadj est une commune de la wilaya de Chlef en Algérie, située au sud de Chlef au pied de l'Ouarsenis, entre Sendjas et Ouled Benabdelkader, la région vit de l'agriculture et de l'élevage

## Géographie

### Relief, géologie, hydrographie
Le territoire de la commune est constitué essentiellement de reliefs montagneux.

### Transports
Le transport public est très insuffisant de et vers la commune et ses environs, il n'y a que deux transports publics car elle est une zone rurale et montagneuse et les citoyens utilisent ses propres moyens pour déplacer.

### Lieux-dits, quartiers et hameaux
La majorité de la commune est rustique, on peut trouver comme citée urbaine EL HADJADJ CENTRE et les petits villages (douars) comme OULED YAHIA, CHRAGA, HMATCHA, BRAHMIA, BRAKNA, SOUFRA, REKAKCHA.

### Urbanisme
Un seul axe structurant relie l’agglomération à son chef-lieu, l’agglomération a connu une croissance linéaire de long de l’axe. L’emprise de l’agglomération sur une ligne de crête diminue les possibilités de son extension continue.
Bien que l’agglomération est de caractère rural, elle dispose de quelques équipements tels qu'une école primaire et une annexe, un bureau de poste, une maison de jeunes, un parc communal, une bibliothèque, deux mosquées et un centre de santé.

## Toponymie
Le nom de la commune est dû selon la légende locale à l'histoire d'un groupe d'hommes qui ont effectué un pèlerinage à la Mecque à pieds; et après leur retour, ils se sont établis dans la région et depuis, la region a pris le nom de: Hadjadj ( pèlerins en arabe )

## Histoire
La commune de El-Hadjadj est créée à la suite du découpage administratif de 1984 ; à la suite des restructurations des territoires des communes de Ouled ben Abdelkader et Sendjas,

## Démographie
La population de la commune est estimée à 9728 habitants.

## Administration et politique
El Hadjadj est administrée par une assemblée populaire communale. Elle est rattachée à la Daira d'Ouled Ben Abdekader qui releve de la wilaya de Chlef .

## Économie
L'économie de la région est partagé entre l'agriculture, le commerce et l'élevage.

## Religion
La commune dispose d'un institut d'enseignement coranique géré par la zaouïa locale qui s'appelle Ouled Sallah. Elle compte des centaines d’étudiants.

## Hydraulique
Le territoire d'El Hadjadj est pourvu d'une station de traitement d'eau de barrage de Sidi Yagoub qui alimente la majorité de la wilaya de Chlef.

## Sources, notes et références
1. ↑  « Wilaya de Chlef : répartition de la population résidente des ménages ordinaires et collectifs, selon la commune de résidence et la dispersion ». Données du recensement général de la population et de l'habitat de 2008 sur le site de l'ONS.

2.RAPPORT DU DÉVELOPPEMENT LOCAL, COMMUNE D'ELHADJADJ-CHLEF
PDAU